# Rachel Abbott
Rachel Abbott   (Manchester, 1952) (pseudònim de Sheila Rodgers) és una escriptora britànica de suspens psicològic. Autora i editora, de les primeres tres novel·les se n'han venut més d'un milió de còpies i han estat supervendes en la tenda d'Amazon Kindle. El 2015, va ser nomenada autora número 14 en vendes en els últims cinc anys a Amazon Kindle del Regne Unit.

## Carrera
Abbott va créixer prop de Manchester. Va treballar com a analista de sistemes i va fundar una companyia de mitjans de comunicació interactiva, que desenvolupava programari i llocs web per al mercat de l'ensenyament. Va vendre la companyia per gairebé 5 milions £ l'any 2000. Després d'aquesta venda es va traslladar a Lancashire, Anglaterra, i a Itàlia, on va restaurar un monestir italià del segle xv que ella i el seu marit han explotat com a local per a noces i vacances.
El 2009, Abbott va decidir escriure un llibre sobre una dona de classe mitjana, posada en una situació en què no tenia una altra opció sinó cometre un assassinat. Va escriure el primer esborrany en 18 mesos. Al novembre de 2011, després d'haver estat rebutjada per diversos agents literaris, Abbott, amb 59 anys, va autopublicar la primera novel·la, Only the Innocent, a Amazon, sota el seu pseudònim. El llibre es va vendre lentament al principi, després d'una campanya bastant forta de màrqueting.
Abbott va seguir després el 2013 amb The Back Road i el 2014 amb Sleep Tight. La seva quarta novel·la, Stranger Child, es va publicar al febrer de 2015. Aquell mateix any, va publicar Nowhere Child, que té els mateixos personatges de Stranger Child. Els cinc llibres es van centrar les relacions i la delinqüència, i tots presenten el mateix detectiu, l'inspector cap Tom Douglas. Abbott ha descrit el personatge com «un bon tipus realment honest, que únicament sembla atret per les dones incorrectes».